# Le Palamède

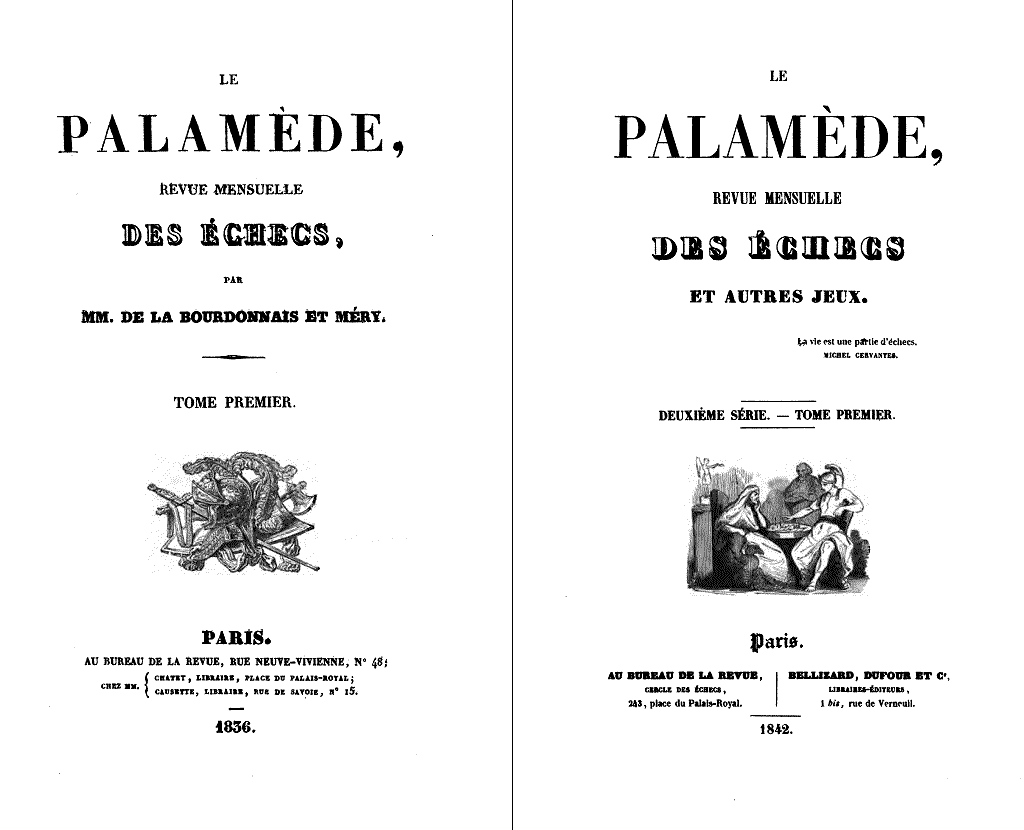
Le Palamède: het eerste nummer in 1836 en in 1842

Le Palamède was het eerste schaaktijdschrift ooit uitgegeven. Het verscheen maandelijks in Parijs in de periode 1836-1847 met een onderbreking in de periode van 1839 tot en met 1841. De redactie werd in de eerste periode gevoerd door Louis de La Bourdonnais en in de tweede periode door Pierre Charles Fournier de Saint-Amant.

## Chronologie
Le Palamède werd in 1836 gestart door La Bourdonnais, toen de beste schaker ter wereld, en schrijver Joseph Mery.
Commercieel was het maandblad geen succes, en de uitgave werd in 1839 gestaakt. In 1842 werd de draad weer opgepakt door Fournier de Saint-Amant. Deze stopte in 1847 met schaken en trad in diplomatieke dienst. Het laatste nummer verscheen eind 1847 en de uitgave werd definitief gestaakt. 
Het schaaktijdschrift Le français Palamède, dat Paul Journoud in 1864-65 uitgaf, staat los van Le Palamède.
De naam van het tijdschrift was ontleend aan de mythologische figuur Palamedes. 
Le Palamède is een belangrijke bron voor het schaken in de eerste helft van de 19e eeuw.
Naast artikelen over schaken bevatte het tijdschrift ook artikelen over andere spellen, waaronder biljarten en whist.
De volledige titel luidde: Palamède: revue mensuelle des échecs et autres jeux.

## Externe koppelingen
- Alle jaargangen van Le Palamède: 1836; 1837; 1838; 1842; 1843; 1844; 1845; 1846; 1847.